# یوزف مارکوارت
یوزف مارکوارت (به آلمانی: Joseph Marquart یا Joseph Markwart) (زادهٔ ۱۸۶۴ – درگذشتهٔ ۱۹۳۰) خاورشناس نامدار آلمانی است.
از سال ۱۹۱۰ تا پایان عمرش استاد واژه‌شناسی زبان‌های ایرانی و ارمنی در دانشگاه برلین بود و پیش از آن در دانشگاه‌های توبینگن و لیدن تدریس می‌کرد.
آثاری که منتشر کرد مشتمل است بر گاه‌شماری کتیبه‌های ترکی قدیم (۱۸۹۸)، ایرانشهر (۱۹۰۱)، تحقیقات در تاریخ اران (۲ جلد، ۱۸۹۶–۱۹۰۵)، و ویهروت و آرانگ: تحقیق در جغرافیای اساطیری و تاریخی ایران شرقی که پس از مرگش (۱۹۳۸) منتشر شد.